# 约翰·威廉·加德纳
约翰·威廉·加德纳（1912年12月8日—2002年2月16日），美国林登·约翰遜总统时期的健康教育与福利部长。他也是卡内基公司的总裁，以及两个重要的全国性组织共同事业组织（Common Cause）和独立机构（Independent Sector）的创建者。其著作旨在提高美国社会及其他主体的领导力。其也是两个重要基金会项目的创建者：白宫研究基金和约翰·加德纳基金。1964年，他荣获总统自由勋章（Presidential Medal of Freedom）。
加德纳担任健康教育与福利部长的时候，正逢约翰逊总统的大社会（Great Society）运行的高峰期。在此任期时，健康教育与福利部处理医疗改革的效果，也观察中小学教育法案（Elementary and Secondary Education Act）的运行效果。加德纳同时也主持了公共广播公司（Corporation for Public Broadcasting）的创建工作。1970年，加德纳创建共同事业组织，其为美国的第一个非盈利、公共利益集团。他也创建了经验学生联合会（Experience Corps）。
因为不支持越南战争，加德纳此后被辞去部长职位。

## 书籍、著作和演讲
- Excellence: Can We Be Equal and Excellent Too? (1961)
- To Turn the Tide (1962)[3]
- Self-Renewal (1964)
- No Easy Victories (1968)
- The Recovery of Confidence (1970)
- In Common Cause (1972)
- Morale (1978)
- Quotations of Wit and Wisdom (1980)[4]
- On Leadership (1990)
- Living, Leading, and the American Dream (2003)
- Uncritical Lovers, Unloving Critics (1968) [5]